# Sphodromantis biocellata
Sphodromantis biocellata es una especie de mantis de la familia Mantidae.

## Distribución geográfica
Se encuentra en Camerún, Angola y República Centroafricana.